# (7046) Reshetnev
(7046) Reshetnev ist ein Asteroid des Hauptgürtels, der am 20. August 1977 vom russischen Astronomen Nikolai Stepanowitsch Tschernych am Krim-Observatorium in Nautschnyj (IAU-Code 095) entdeckt wurde.
Der Asteroid gehört zur Eos-Familie, einer Gruppe von Asteroiden, welche typischerweise große Halbachsen von 2,95 bis 3,1 AE aufweisen, nach innen begrenzt von der Kirkwoodlücke der 7:3-Resonanz mit Jupiter, sowie Bahnneigungen zwischen 8° und 12°. Die Gruppe ist nach dem Asteroiden (221) Eos benannt. Es wird vermutet, dass die Familie vor mehr als einer Milliarde Jahren durch eine Kollision entstanden ist.
(7046) Reshetnev wurde nach dem russischen Raumfahrtingenieur Michail Fjodorowitsch Reschetnjow (1924–1996) benannt, der auf dem Gebiet der Anwendungssatelliten arbeitete, unter anderem den Kommunikationssatelliten vom Typ Molnija sowie zahlreichen Satelliten zur Navigation.